# HD 3473
HD3473 — хімічно пекулярна зоря спектрального класу
A2 й має видиму зоряну величину в
смузі V приблизно 9.0.

## Пекулярний хімічний вміст
Зоряна атмосфера HD3473 має підвищений вміст 
Si
.